# Сибирский (Первомайский район)
Сиби́рский — посёлок в Первомайском районе Алтайского края России. Административный центр Сибирского сельсовета.

## История
Документальных сведений о посёлке Сибирский не сохранилось, история его образования существует в устных рассказах старожилов. Железнодорожный Разъезд № 16 на перегоне Барнаул-Новосибирск появился в 1928 году, затем был переименован в станцию Цаплино, в честь Матвея Константиновича Цаплина, одного из красноармейцев, сражавшихся за советскую власть на Алтае. Через разъезд проходили пассажирские и товарные поезда, остановки составов были редкостью.
На разъезде стояли 2 дома, в каждом по 2 квартиры, а также временные жилища: строительные вагончики, в которых, помимо жилья, располагались медпункт, баня и клуб. Жители разъезда работали на железной дороге. В начале 1930-х годов Разъезд № 16 пополнился новыми специалистами, население выросло на 3 семьи. Картофель и овощи сажали в огородах, остальное привозили из близлежащих городов.
Во второй половине 1930-х годов началось строительство второй ветки Западно-Сибирской железной дороги, на разъезде быстро росло население.
В начале 1970-х годов с северной стороны от железной дороги началось строительство птицефабрики «Сибирская» на базе совхоза «Сибиряк», разъезд был переименован в посёлок Сибирский.
Во второй половине 1970-х годов идёт активное строительство объектов соцкультбыта: сельский клуб, магазин в центре (магазин «Олимп»), медицинская амбулатория. Вблизи поселка строится крупный энергетический объект: подстанция «Барнаульская».
В 1940 году был построен железнодорожный вокзал, там же — «красный уголок», где жители посёлка собирались на собрание или вечеринку.

## География
Посёлок находится между Чуйским трактом и Западно-Сибирской железной дорогой, в Приобской правобережной лесостепной зоне.
Климат
Климат континентальный. Продолжительность периода с устойчивым снежным покровом составляет 160—170 дней, абсолютный минимум температуры воздуха достигает −50 °C. Средняя температура января −19,9 °C, июля +19 °C. Безморозный период длится 110—115 дней, абсолютный максимум температуры воздуха достигает +33-35 °C. Годовое количество атмосферных осадков — 500 мм и более.
Расстояние до
- районного центра Новоалтайск: 19 км.
- краевого центра Барнаул: 28 км.

Ближайшие населённые пункты
ЗАТО Сибирский, Лесная Поляна, Костяки, Озерки, станция Озёрки, Казачий, Повалиха.

## Население
| 1997  | 1998  | 1999  | 2000  | 2001  | 2002  | 2003  |
| ----- | ----- | ----- | ----- | ----- | ----- | ----- |
| 1763  | ↗1813 | ↗1843 | ↘1837 | ↘1829 | ↘1778 | ↗1810 |
| 2004  | 2005  | 2006  | 2007  | 2008  | 2009  | 2010  |
| ↘1795 | ↗1808 | ↘1804 | ↗1805 | ↘1781 | ↘1758 | ↗1769 |
| 2011  | 2012  | 2013  |       |       |       |       |
| ↗1772 | ↘1695 | ↘1679 |       |       |       |       |

## Инфраструктура
- ООО «Прогресс» — торговля строительными материалами.
- АКГУП «Сибирское» — разведение сельскохозяйственной птицы, оптовая торговля мясом, деятельность столовых при предприятиях и учреждениях.
- ООО «Ритм Плюс» — торговля продуктами.
- ООО «Волгазернопродукт» — производство автомобилей, прицепов и полуприцепов, транспортная обработка грузов и хранение, производство машин и оборудования.
- ООО «Маркет-Лайн» ремонт бытовых изделий и предметов личного пользования.
- ООО «Сибтэк» — производство кокса
- ООО «Социум» — издательская деятельность, образование для взрослых.
- ООО «Омега» — торговля офисным оборудованием и вычислительной техникой.
- ООО «Топ-Лес» — лесозаготовки, предоставление услуг в области лесозаготовок.
- ЗАО «Алтаймеханообработка» — торговля моторным топливом и чёрными металлами в первичных формах.
- ООО «Алтайский завод ГСМ», ООО "Агрофирма «Сибирская птица».
- ЗАО «Промиком» — строительство зданий и сооружений.
- Крестьянские фермерские хозяйства, садоводческое, огородническое или дачное некоммерческое товарищество «Локомотив», сеть продуктовых магазинов.
- МБОУ Сибирская СОШ, МБОУДОД «Сибирская детская школа искусств», МБУК «Сибирский КДЦ».
- КГБУСО Краевой реабилитационный центр для детей и подростков с ограниченными возможностями «Радуга»[8][9].

## Транспорт
Село соединяет с районным и областным центром федеральная автомагистраль Р-256 Чуйский тракт (Новосибирск — Бийск — Монголия) и сеть региональных автодорог. Налажено автобусное междугороднее сообщение, работают частные фирмы по перевозке пассажиров. Ближайшая крупная железнодорожная станция Алтайская находится в городе Новоалтайск, в посёлке находится остановка пригородного железнодорожного транспорта — остановочный пункт Цаплино.